# Paper d'Armènia

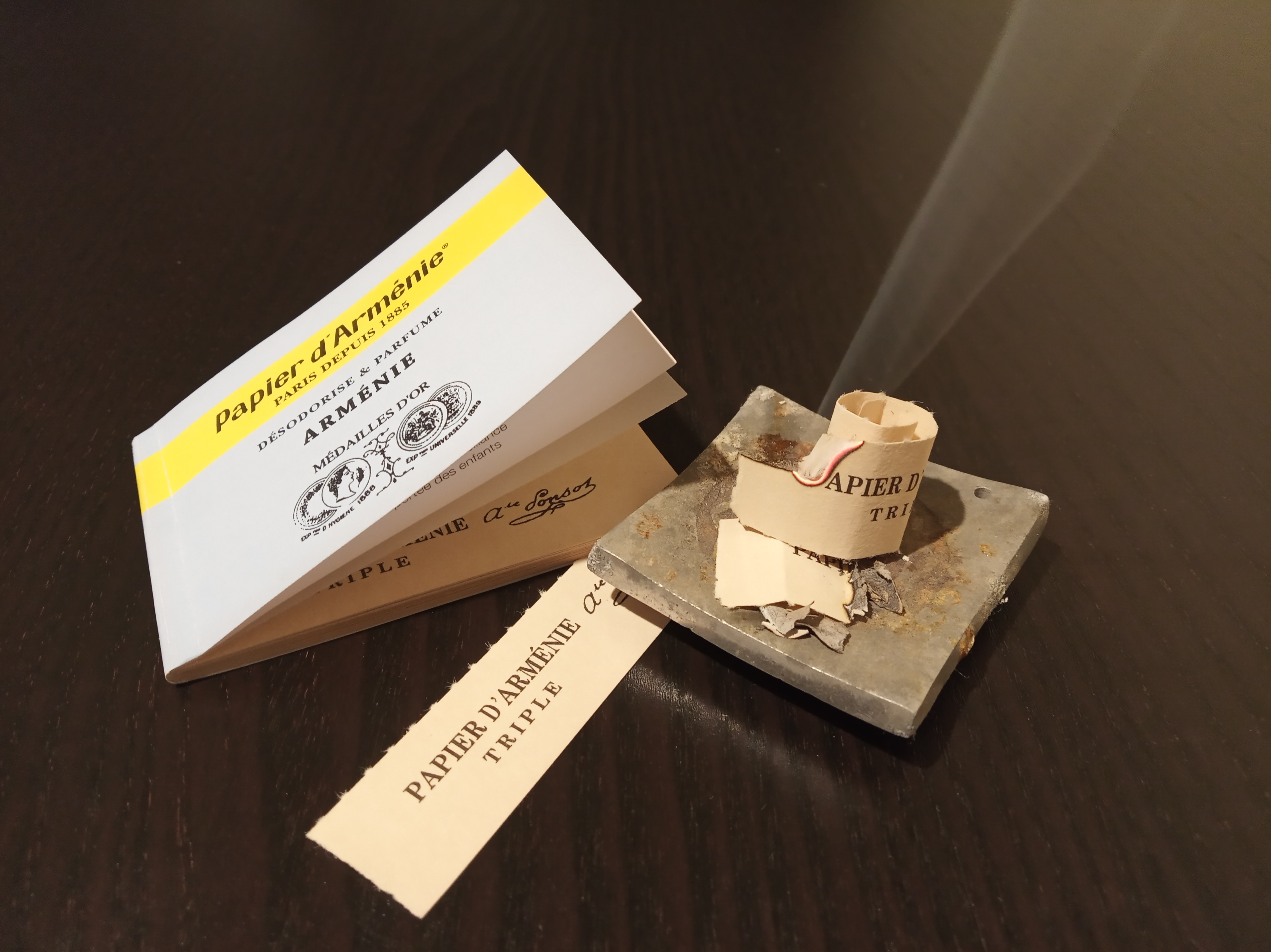
Paper d'Armènia: llibret de fulls i full en combustió

El paper d'Armènia és un producte perfumant elaborat amb paper absorbent amarat d'essències orientals i olis essencials per tal d'aconseguir un efecte purificant i netejador. Hi ha el paper d'Armènia "Papier d'Arménie", que es produeix a França, i el paper "Carta d'Armenia" que es produeix a Itàlia.
A l'inici del segle XIX s'usava com a perfum ambientador en les botigues a peu de carrer per contrarestar les males olors. Es pensava que podia purificar l'ambient després que les ciutats patissin grans epidèmies.
El 1853, alguns diaris i revistes publicaven anuncis de perfumeries recomanant el paper d'Armènia per a purificar l'aire de les habitacions i estances, especialment les dels malalts.  Fins i tot, adjuntaven mostres amb alguns fulls de paper d'Armènia adherits a les fulles del diari o revista.
El paper d'Armènia es venia en perfumeries i també habitualment a les farmàcies a l'inici del segle xx, atribuïnt-li propietats purificants de l'aire que amb el temps han quedat desestimades.
Al segle XIX, a Armènia van començar a cremar resina de benjuí i van atribuir al fum que desprenia, propietats purificants de l'aire que pensaven que ajudarien a aturar la pesta que arrasava la regió. Els francesos van portar el producte a l'Europa occidental i el paper es va fabricar i es continua fabricant a França.

## Fabricació
El procés de fabricació comença amb l'extracció de la resina del benjuí (Styrax benzoin) que es transporta actualment des de l'extrem orient. Després, la resina es barreja fonent-la i dissolent-la en alcohol i se li afegeixen perfums. La solució s'impregna sobre grans planxes de paper de tipus assecant que, un cop eixuts, es tallen en fullets a la mida per formar els llibrets.

## Ús
S'arrenca un dels fulls del llibret i es crema sobre una superfície o estri no inflamable. Sovint, abans de cremar-lo, el full es doblega o es cargola una mica perquè cremi millor. La combustió desprèn un fum perfumant molt semblant a l'encens.